# Regan Slater
Regan Slater, né le 11 septembre 1999 à Gleadless (en) en Angleterre, est un footballeur anglais qui évolue au poste de milieu central à Hull City.

## Biographie

### Débuts professionnels
Né à Gleadless (en) en Angleterre, Regan Slater est formé par Sheffield United. 
Il découvre le Championship, la deuxième division anglaise, avec ce club. Il y joue son premier match le 16 décembre 2017, contre Preston North End. Il entre en jeu à la place de Samir Carruthers, et son équipe est battue (1-0 score final).
Le 27 juillet 2019, Regan Slater est prêté pour une saison au Scunthorpe United. 

### Hull City
Le 30 septembre 2020, Regan Slater rejoint avec Hull City sous la forme d'un prêt d'une saison. 
Cette même saison il participe à la remontée du club en deuxième division, le club validant son accession au niveau supérieur après une victoire contre le Lincoln City FC le 24 avril 2021 (1-2 score final),.
Après être resté six mois sans jouer avec l'équipe première de Sheffield United, Regan Slater retrouve Hull City lors du mercato d'hiver, le 27 janvier 2022. Il signe un contrat de deux ans et demi, plus une année supplémentaire en option,.
Le 21 juin 2023, Slater prolonge son contrat avec Hull City, étant désormais lié au club jusqu'en juin 2026.

## Career statistics
| Club                     | Saison         | League         | League | League | FA Cup | FA Cup | League Cup | League Cup | Autres | Autres | Total | Total |
| Club                     | Saison         | Division       | Apps   | Buts   | Apps   | Buts   | Apps       | Buts       | Apps   | Buts   | Apps  | Buts  |
| ------------------------ | -------------- | -------------- | ------ | ------ | ------ | ------ | ---------- | ---------- | ------ | ------ | ----- | ----- |
| Sheffield United         | 2016–17        | League One     | 0      | 0      | 0      | 0      | 0          | 0          | 1      | 1      | 1     | 1     |
| Sheffield United         | 2017–18        | Championship   | 1      | 0      | 1      | 0      | 0          | 0          | —      | —      | 2     | 0     |
| Sheffield United         | 2018–19        | Championship   | 0      | 0      | 0      | 0      | 0          | 0          | —      | —      | 0     | 0     |
| Sheffield United         | 2019–20        | Premier League | 0      | 0      | 0      | 0      | 0          | 0          | —      | —      | 0     | 0     |
| Sheffield United         | 2020–21        | Premier League | 0      | 0      | 0      | 0      | 0          | 0          | —      | —      | 0     | 0     |
| Sheffield United         | 2021–22        | Championship   | 0      | 0      | 0      | 0      | 0          | 0          | —      | —      | 0     | 0     |
| Sheffield United         | Total          | Total          | 1      | 0      | 1      | 0      | 0          | 0          | 1      | 1      | 3     | 1     |
| Carlisle United (loan)   | 2018–19        | League Two     | 35     | 2      | 2      | 0      | 1          | 0          | 3      | 0      | 41    | 2     |
| Scunthorpe United (loan) | 2019–20        | League Two     | 12     | 0      | 0      | 0      | 1          | 0          | 2      | 0      | 15    | 0     |
| Hull City (loan)         | 2020–21        | League One     | 27     | 1      | 2      | 0      | 0          | 0          | 5      | 0      | 34    | 1     |
| Hull City                | 2021–22        | Championship   | 16     | 0      | 0      | 0      | 0          | 0          | 0      | 0      | 16    | 0     |
| Hull City                | 2022–23        | Championship   | 44     | 5      | 1      | 0      | 1          | 0          | 0      | 0      | 46    | 5     |
| Hull City                | 2023–24        | Championship   | 38     | 2      | 2      | 0      | 1          | 0          | 0      | 0      | 41    | 2     |
| Hull City                | 2024–25        | Championship   | 38     | 1      | 1      | 0      | 1          | 0          | 0      | 0      | 40    | 1     |
| Hull City                | Total          | Total          | 136    | 8      | 4      | 0      | 3          | 0          | 0      | 0      | 142   | 8     |
| Total carrière           | Total carrière | Total carrière | 210    | 11     | 9      | 0      | 5          | 0          | 11     | 1      | 235   | 12    |

1. 1 2 3 4  Appearance(s) in EFL Trophy

## Palmarès

### En club
Hull City
- Championnat d'Angleterre de troisième division (1) :
  - Champion : 2020-2021.